# Jerzy Kołodziejczak
Jerzy Kołodziejczak (ur. 2 kwietnia 1967) – polski koszykarz, występujący na pozycji skrzydłowego, wielokrotny mistrz i reprezentant Polski.

## Kariera sportowa
Był wychowankiem Śląska Wrocław, w którego barwach debiutował w sezonie 1983/1984. Łącznie we wrocławskim klubie występował jedenaście kolejnych sezonów, zdobywając z nim pięciokrotnie mistrzostwo Polski (1987, 1991-1994), wicemistrzostwo Polski (1989) i trzykrotnie brązowy medal mistrzostw Polski (1985, 1986 i 1990). 
Po odejściu ze Śląska występował w klubach AgroFar Kraśnik Lublin (1994/1995) i Komfort Stargard Szczeciński (1995/1996). Następnie powrócił do Śląska na dwa sezony i zdobył z tym klubem swój szósty tytuł mistrza Polski (1998). 
Po tym sukcesie występował jeszcze w drugoligowych klubach wrocławskich AZS Politechnika Wrocławska i PCS Wrocław, a karierę zakończył w sezonie 2001/2002 w drugoligowym wówczas zespole Turów Zgorzelec (z którym rok wcześniej awansował z III ligi).
W reprezentacji Polski wystąpił m.in. na mistrzostwach Europy w 1987, zajmując z drużyną 7 miejsce. W turnieju wystąpił w czterech z ośmiu meczów, zdobywając trzynaście punktów. Wystąpił także w nieudanych kwalifikacjach do mistrzostw Europy w 1989, a następnie po długiej przerwie w turnieju eliminacyjnym i półfinałowym mistrzostw Europy w 1997. W turnieju głównym jednak nie zagrał. Łącznie wystąpił w 19 spotkaniach o punkty.

## Osiągnięcia
Drużynowe
- 6-krotny mistrz Polski (1987, 1991, 1992, 1993, 1994, 1998)
- Wicemistrz Polski (1989)
- 3-krotny brązowy medalista mistrzostw Polski (1985, 1986, 1990)
- 4-krotny zdobywca Pucharu Polski (1989, 1990, 1992, 1997)
- Uczestnik rozgrywek:
  - Pucharu Saporty (1990–1992, 1996–1998)
  - Euroligi (1987/88 – TOP 16, 1991–1994)

Reprezentacja
- Uczestnik:
  - mistrzostw Europy (1987 – 7. miejsce)
  - kwalifikacji:
    - olimpijskich (1988)
    - do Eurobasketu (1997)

  - trasy reprezentacji Polski po USA (9-20.11.1986)[1]